# Willy Brinkgreve
Johanna Margaretha Wilhelmina (Willy) Brinkgreve (Utrecht 28 mei 1892 - Leiden, 13 januari 1935) was een Nederlands medicus en schrijver.
Ze werd geboren binnen het gezin van redacteur van het Utrechtsch Dagblad Martinus Brinkgreve en Margaretha Broekhoff. Ze was zuster van de classicus Marius Roelof Johan Brinkgreve en daarmee tante van Geurt Brinkgreve. Ze ging ten onder aan tuberculose, waarvoor ze nog wel enkele keren gekuurd had in Zwitserse sanatoria. Ze stierf in het Academisch Ziekenhuis Leiden. Haar neef Geurt Brinkgreve maakte een reliëf voor haar (inmiddels geruimde) graf op Begraafplaats Rhijnhof.
In 1926 slaagde ze voor externe geneeskunde aan de Universiteit van Utrecht. In 1927 werd ze semiarts; in 1929 werd ze bevorderd tot arts. Ze werd in 1930 assistent-geneeskundige van de gemeenteziekenhuizen. Ze was geïnteresseerd in heilgymnastiek, was enige tijd assistente in  een Rotterdams ziekenhuis. Ze deed enige tijd aan fysiotherapie en wilde zich bekwamen in de lichttherapie, toen de tuberculose toesloeg. 
Van haar hand verschenen de boeken:
- kinderboek De Westerveldjes (1924, uitgeverij W. de Haan, Utrecht) met vier prenten van Rie Cramer
- jeugdtijdschrift Zonneschijn (1925, dezelfde uitgever), waarvoor Cramer ook leverde en Brinkgreve af en toe schreef (o.a. verhalen Hoe Betty en Rie vriendinnen werden en Poes en zijn familie)
- kinderboek Keesje (1927) met opnieuw tekeningen van Rie Cramer, een vervolg op De Westerveldjes.

- Nederlandse Thesaurus van Auteursnamen: 142102539
- Virtual International Authority File: 292010415